# 波瓦卡里烏帕齊拉
波瓦卡里乌帕齐拉是孟加拉国吉大港縣的一个乌帕齐拉，位於吉大港专区的吉大港縣。。

## 人口
據1991年孟加拉國人口普查，波瓦卡里共有戶數33,514戶，人口15,607人。其中男性佔比51.74%，女性佔比48.26%；成年人口98,116人。該地7歲以上人口之平均識字率為48.5%。